# 科爾努鄉 (普拉霍瓦縣)
44°50′N 26°15′E / 44.833°N 26.250°E
科爾努鄉（羅馬尼亞語：Comuna Cornu, Prahova），是羅馬尼亞的鄉份，位於該國中南部，由普拉霍瓦縣負責管轄，處於布加勒斯特以北90公里，每年平均降雨量1,122毫米，海拔高度512米，2007年人口4,469。